# Kumpgraben
Der Kumpgraben ist ein knapp sechshundert Meter langer linker und östlicher Zufluss des Elbbaches im Stadtgebiet von Hadamar im hessischen Landkreis Limburg-Weilburg im Westerwald. 

## Geographie

### Verlauf
Der Kumpgraben entspringt nördlich von Hadamar an der Westseite der L 3462 (Siegener Straße) und auf einer Höhe von etwa 169 m ü. NHN. Er fließt nördlich eines Gewerbegebiets in westlicher Richtung durch Felder und Wiesen und mündet schließlich auf einer Höhe von 143 m ü. NHN in den Elbbach.

### Flusssystem Elbbach
- Fließgewässer im Flusssystem Elbbach